# Христофорос Перевос
Христофорос Перевос (на гръцки: Χριστόφορος Περραιβός) е гръцки писател, политик и революционер, герой от Гръцката война за независимост.

## Биография
Роден е в 1773 година в разположеното в северните склонове на Олимп село Пурлия и носи прякора Перевос, тъй като в древността този район е наричан Перевия. Според историка Янис Кордатос Перевос е извънбрачно дете на викария на Лариската митрополия Йеремия, който се заема и с образованието на малкия Христофорос.
В 1793 година завършва гръцко училище в Букурещ, а в 1796 година се мести в столица на Австрийската империя Виена, за да получи медицинско образование. Тук се запознава с Ригас Велестинлис и става негов последовател и другар. След разкриването от австрийските власти на революционните планове на Ригас на 17 декември 1797 година, Перевос също е арестуван, но след изявлението на Ригас, че е случаен познат, е освободен, докато Ригас и другарите му са предадени на османците и екзекутирани в Белград.
Перевос заминава за Йоническите острови и постъпва на служба при французите. По време на Египетската кампания на Наполеон, Али паша Янински решава да завладее бившите венециански владения и на 12 октомври 1798 година обсажда град Превеза на епирското крайбрежие, защитаван от френския генерал Салсет и немногочислен отряд местни гърци, начело с Перевос. След кратка съпротива французите се предават, градът е подложен на клане и грабеж, но отрядът на Перевос се оттегля на Йоническите острови, където служи в така наречения Албански полк. Перевос живее много години на остров Корфу до 1817 година. Тук пише „История на Сули и Парга“ (Ιστορία του Σουλίου και της Πάργας), която издава в Париж (1 том) в 1803 година, а по-късно целия труд във Венеция в 1815 година. Третото допълнено издание излиза вече в свободна Гърция в 1857 година.
Перевос заминава за Русия, където на 13 март 1817 година в Москва е посветен във Филики Етерия от Антонис Комисопулос. Обръщението на етериста и авантюрист, Николаос Галатис към Йоанис Каподистрияс става причина за ареста на Перевос и на етериста от Солун Д. Аргиропулос. Заповедта за ареста е издадена от шефът на санктпетербургската полиция гърка Иван Горголи. Но след разпит и двамата са пуснати на свобода и дори им са дадени като компенсация 100 рубли на Перевос и 50 рубли на Аргиропулос. Галатис е изгонен от Русия и впоследствие убит от етеристите за разгласяване на тайни на Обществото.
Перевос е избран за апостол на Етерията в Мани, докъдето стига през Италия. На Мани успява да постигне значителни успехи в привличането на маниотите, примиряването на враждуващите кланове на полуострова и подготовката на въстание. На 1 октомври 1820 година Перевос, който по това време живее в Букурещ, взима участие в предреволюционното събиране в Измаил, организирано от Александрос Ипсилантис.
При началото на Гръцкото въстание Перевос оглавява епирските въстаници и овладява крепостта Риниаса край Превеза, а на 24 – 25 юли 1821 година и град Парга за няколко дни. Но след като се сблъсква не само със съпротивата на османците, но и с демаршите на англичаните, е принуден да ги остави на 28 юли. През май 1822 година участва в сраженията на сулиотите, които се защитават от 15-хилядната армия на Хуршид паша.
В 1822 година Перевос заедно със сулиоти при посредничеството на англичаните се оттегля на Йонийските острови и прекарва карантина в Аргостоли на Кефалиния. Комендантът на острова Напер се опитва да подкупи Перевос, за да получи писмено заявление, че подбудител на гръцката революция е руския дипломат Каподистрияс. Перевос отговаря, че не знае кой е подбудителят, но дори и да знаел за никакво възнаграждение не би стал предател на отечеството.
В 1823 година Перевос в составава на комитета на тримата (Перевос, Анагностарас, Панайотис Мурдзинос) възглавява военното министерство. Като министър Перевос начело на отряд от 200 бойци заминава за Магнисия, Тесалия, където 3000 въстаници, начело с Кирякос Басдекис и Анастасиос Каратасос противостоят на 7000 османски корпус, начело с Мехмед Решид паша Кютахъ и османския флот, начело с Коджа Мехмед Хюсреф паша.
От 9 до 14 юли 1824 година начело на отряд от 250 сулиоти Перевос взима участие в сражението при Амблиани, където 3000 въстаници одържат победа над 8000 турци и албанци.
На 8 август 1826 година в хода на сражението при Хайдари Георгиос Караискакис поверява на Перевос отбраната на най-слабия и най-отговорния бастион, където Перевос, начело на отряд от 260 македонци, тракийци и тесалийци, отбива всички атаки на 8000 османски пехотинци. Последва Караискакис в похода в Средна Гърция и взима участие в победното сражение при Арахова в ноември 1826 година. След гибелта на Караискакис и пристигането в Гърция на Каподистрияс похода в Средна Гърция е възглавен от Димитриос Ипсилантис и Перевос под негово командване взима участие в последните боеве на войната.
Перевос е депутат в Третото Национално събрание в Тризина и Четвъртото в Аргос.
След създаването на гръцкото кралство Перевос получава званието полковник и е зачислен в кралската фаланга. На 18 март 1844 година крал Отон му дава званието генерал-майор.

## Трудове
- Χριστόφορος Περραιβός. Απομνημονεύματα πολεμικά: διαφόρων μαχών συγκροτηθεισών μεταξύ Ελλήνων και Οθωμανών κατά τε το Σούλιον και Ανατολικήν Ελλάδα από του 1820 μέχρι του 1829 έτους / Συγγραφέντα παρά του Συνταγματάρχου Χριστοφόρου Περραιβού του εξ Ολύμπου της Θετταλίας και διηρημένα εις τόμους δύω. //   Εν Αθήναις: Εκ της Τυπογραφίας Ανδρέου Κορομηλά, 1836.  Архивиран от оригинала на 14 май 2012. Посетен на 13 август 2009.
- Χριστόφορος Περραιβός. Σύντομος βιογραφία του αοιδίμου Pήγα Φεραίου του Θετταλού //   Εν Αθήναις: Τύποις και αναλώμασι Π. Δ. Σακελλαρίου, 1860.  Архивиран от оригинала на 14 май 2012. Посетен на 13 август 2009.
- Χριστόφορος Περραιβός. Ιστορία της Πάργας / Συγγραφείσα παρά Χριστοφόρου Περραιβού υποστρατήγου. Εκδίδοται επιστασία Κ. Ζησίου καθηγητού. //   Εν Αθήναις: Τύποις και αναλώμασι Π. Δ. Σακελλαρίου, 1889.  Архивиран от оригинала на 14 май 2012. Посетен на 13 август 2009.
- Χριστόφορος Περραιβός. Ιστορία του Σουλλίου / συγγραφείσα παρά Χριστοφόρου Περραιβού υποστρατήγου, εκδίδοται επιστασίαι Κ. Ζησίου καθηγητού. //   Εν Αθήναις: Τύποις και αναλώμασι Π. Δ. Σακελλαρίου, 1889.  Архивиран от оригинала на 14 май 2012. Посетен на 13 август 2009.